# Правова держава
Правова́ держа́ва — форма організації державної влади, за якої верховенство в усіх сферах життя належить правовому закону. У правовій державі всі — і державні органи, і громадяни — однаковою мірою відповідальні перед законом. В ній реалізуються всі права людини; здійснюється розподіл влади на законодавчу, виконавчу, судову.
Тобто це така організація суспільства, де закон і правовий порядок мають пріоритет над державою та іншими інститутами політичної і соціальної влади, а не навпаки. А основні права особи та її соціальна безпека складають зміст свободи, заснованої на законах, які приймаються і піддаються зміні законним шляхом.
Правова держава – держава, де діють справедливі і шляхетні закони, усі люди рівні перед законом і судом, втілюється принцип верховенства права, забезпечуються права і свободи людини, гарантується принцип недопустимості звуження існуючих прав і свобод людини, та відповідальності влади перед людиною, а реалізація принципу розподілу влади забезпечує гармонізацію державного управління, злагоду в суспільстві та створює умови недопустимості зловживань та повороту до гіршого. 
Концепція правової держави, визнана зараз ідеальною моделлю належного політичного устрою, є певним узагальненням різних традицій. У юридичній доктрині та практиці різних країн склалися власні, хоча й подібні в ключових ідеях, концепції правової держави. Йдеться насамперед про німецьку Rechtsstaat, англійську rule of law, французьку Etat de droit концепції.
Правова держава є альтернативою авторитаризму, тоталітаризму і анархії. Правова держава передбачає поступову демократизацію суспільства, встановлення правових основ будівництва державності, дотримання правопорядку і принципу законності. Людина є вищою соціальною та політичною цінністю. Держава покликана затвердити ідею гуманізму, забезпечити і захистити свободу, честь і гідність людини.
Правова держава насамперед є державою як соціальним інститутом, тобто їй притаманні в першу чергу риси держави взагалі.

## Історія ідеї про правову державу
Поняття «правова держава» було вжито ще у XIX столітті, хоча витоки обох слід шукати в давнині. Вже відомі мислителі античності (Платон, Аристотель та ін.) зверталися до пошуків принципів, форм і конструкцій узгодженої взаємодії влади і права.
- Античними авторами було вироблено низку положень про правову державу:

 — про владу закону як поєднання сили і права (Аристотель, Солон);
 — про відрізнення правильних і неправильних форм правління (Сократ, Платон);
 — про відрізнення природного і позитивного права та їх співвідношення (Аристотель, Демокрит);
 — про рівність людей за природним правом (римські юристи, стоїки);
 — про право, як мірило справедливості, що регулює норми спілкування (софісти, Цицерон та ін.);
 — про державу, як правове об'єднання людей (Цицерон);
 — про сфери приватного і публічного права, про юридичну особу, суб'єкт права (римські юристи).
Символічним вираженням уявлень про державну владу, що визнає право, тобто про справедливу державну владу, став образ богині правосуддя із зав'язкою на очах, із мечем і терезами правосуддя. Він уособлює єднання сили і права: охоронюваний богинею правопорядок рівною мірою є обов'язковим для усіх. Образ правосуддя виражає зміст і ідею не лише справедливого суду як спеціального органу, а й ідею справедливої, правової, державної влади.
Філософську основу сучасної теорії правової держави заклав німецький філософ Іммануїл Кант, у вченні якого центральне місце посідає людина як член суспільства і як особистість. Хоча словосполучення «правова держава» в його працях не вживалося (воно звучить у нього як «правовий державний устрій»), Кант наполягав на узгодженні дій держави з правом, підкоренні її правовим законам.
Уперше термін «правова держава» було вжито німецькими вченими К. Т. Велькером (1813), І. Х. Фрайхер фон Аретином (1824). Створення юридично завершеного поняття «правова держава» пов'язують з ім'ям Р. Моля, який ввів його до загального державно-правового і політичного вжитку. У 1829 р. він навів визначення правової держави як конституційної держави, що має ґрунтуватися на закріпленні в конституції прав і свобод громадян, на забезпеченні судового захисту особи.
Отже, історично правова держава — це конституційна держава. Вона виникає як реакція на абсолютну монархію, як вимога обмеження діяльності центральних державних органів відповідними загальними правовими актами, сформульованими представницькими органами.

## Ознаки правової держави
Крім звичайних ознак, характерних для будь-якої держави, соціальна правова держава, як вища форма політичного буття, яку виробило людство, має низку специфічних ознак:
1. Пов'язаність державної влади правом і його панування у всіх сферах суспільного життя: свобода може бути досягнута лише у тому разі, якщо державна влада обмежується (переборюється) правом, ставиться під контроль права, функціонує у поєднанні та у взаємодії з громадянським суспільством у рамках права; у Конституції України (ст. 8) записано: «В Україні визнається і діє принцип верховенства права».
2. Відповідність закону праву (правовий закон) і його верховенство, тобто право як міра свободи і справедливості набуває відпрацьований в законі зміст; конституційний закон має пряму дію.
3. Пов'язаність законом рівною мірою як громадян та їх об'єднань (комерційних і некомерційних), так і державних органів, посадових осіб. Стосовно громадян та їх об'єднань діє загально-дозвільний принцип: «дозволено все, крім прямо забороненого законом».
4. Законодавче закріплення і реальне забезпечення основних прав людини — наявність налагодженого правового механізму їх охорони і захисту (включаючи рівень прямого конституційного захисту).
5. Побудова відносин особи та держави на основі взаємної відповідальності, як особа є відповідальною перед державою, так і держава відповідає перед особою за невиконання обов'язків.
6. Поділ державної влади між законодавчою, виконавчою і судовою гілками влади: їх незалежність і єдність; недопустимість підміни функцій один одного; дійовість механізму «стримувань і противаг».
7. Законний (легальний) шлях прийняття законів та їх змін — шлях виявлення волі народу безпосередньо (референдум) або опосередковано (через представницький орган). Уся повнота законодавчої влади в представницькому органі здійснюється представниками народу, обраними з його осередку.
8. Наявність ефективних форм контролю і нагляду за здійсненням законів та інших нормативно-правових актів — налагоджена робота прокуратури, поліції, служби безпеки, податкової адміністрації та інших правоохоронних і контрольно-наглядових органів.
9. Можливість особи домагатися конкретного мінімуму соціальних благ завдяки гарантуванню державою її соціальної безпеки — мінімальний (достатній) рівень життя кожному громадянину та його підвищення.
10. Можливість громадян домагатися забезпечення державою їх соціального захисту, підняття рівня соціально-економічних прав громадян до рівня основних прав — формування соціального середовища, яке створює умови для сприятливого індивідуального розвитку особи, рівності стартових можливостей (а не матеріальної рівності) за допомогою державної системи просвітництва та освіти, податкової політики, регулювання ринку праці та контролю за умовами праці та ін.
11. Здійснення державою соціальної допомоги громадянам, не спроможним (не зі своєї вини) відповідати за свій добробут — йдеться про забезпечення гарантованого життєвого рівня соціально вразливих верств населення — старих, непрацездатних (хворих), безробітних з не залежних від них причин. Це право гарантується загальнообов'язковим державним соціальним страхуванням.
12. Забезпечення державою соціальної функції власності — власність не повинна використовуватися на шкоду людині і суспільству: завдавати шкоди правам, свободам і гідності громадян, інтересам суспільства, погіршувати екологічну ситуацію і природні якості землі (ст.ст. 13, 41 Конституції України).
13. Проведення державою політики соціальної поступки — розв'язання всіх питань на шляхах згоди і порозуміння різноманітних соціальних груп, глибокої поваги до особи незалежно від її соціального стану, захисту від усякого посягання на її життя, здоров'я і особисту гідність.

Визнання держави правовою означає підкорення будь-яких форм державної діяльності праву, передовсім Конституції, головне призначення якої в демократичному суспільстві — бути основним обмежувачем державної влади заради збереження основних прав і свобод громадян, слугувати гарантом саморозвитку і самоорганізації основних інститутів демократичного суспільства. Обмежуючи державну владу правом, Конституція зберігає тим самим проголошену нею свободу, яка є основним призначенням права.

## Верховенство права
В теоретичному відношенні принцип верховенства права можна розглядати у двох аспектах:
- По-перше, в широкому розумінні як принцип правової організації державної влади у суспільстві в цілому, тобто «верховенства права над державою», коли він практично ототожнюється із засадами правової державності. Подібним чином цей принцип розглядається у правових системах, які користуються англомовною конструкцією верховенства чи пануванням права (rule of law) подібно до континентальної моделі правової держави. Наприклад, проблема «американського досвіду» підтримання верховенства права включає вирішення широкого кола питань: конституціоналізму, федералізму, поділу влади, громадянських прав, судового захисту, судової системи, кримінального судочинства, адміністративного права тощо.
- По-друге, у вузькому контексті співвідношення права і закону в регулюванні суспільних відносин у сенсі «верховенства права над законом». Саме на такий підхід орієнтує ст. 8 Конституції України, яка закріплює визнання і дію принципу верховенства права, роз'яснюючи відповідно до цього його зміст як:

1) найвищу юридичну силу Конституції України, яка передбачає, що закони та інші нормативно-правові акти приймаються на основі Конституції України і повинні відповідати їй;
2) пряму дію норм Конституції України, яка передбачає гарантування звернення до суду для захисту конституційних прав і свобод людини і громадянина безпосередньо на підставі Конституції України.
- Наразі верховенство права передбачає необхідність виходу за межі принципу законності, інакше питання про «верховенство права» позбавляється будь-якого самостійного сенсу. Безперечно, у правовій державі суспільні відносини функціонують в умовах презумпції законності, що, проте, у складних правових ситуаціях не виключає необхідності розширення її тлумачення до верховенства права шляхом урахування ще й інших, «надпозитивних» правових чинників. Тому принцип верховенства права не підміняє та не скасовує принцип законності, а тільки поглиблює його від вимог суто формального додержання норм у напрямку пошуку власне правового («органічного», «ідеального») змісту права. Адже навіть з моменту свого виникнення принцип верховенства права тлумачився у широкому контексті як божественний чи природний закон, призначення якого вбачалося в обмеженні світської влади.

Отже, безпосередньою підставою для адекватного розуміння змісту принципу верховенства права є усвідомлення відмінностей між усталеним для вітчизняного правознавства принципом законності і власне принципом верховенства права.

## Поняття правопорядку
Правопорядок — це фактичний стан правовідносин у певному суспільстві, який полягає в досягнутому рівні впорядкованості суспільного життя різноманітними юридичними засобами, що ґрунтуються на правовому законі.
Ознаки правопорядку:
 — правопорядок виступає метою і фактичним результатом існування права, що у свою чергу є для нього основою, необхідною передумовою;
 — правопорядок існує лише за наявності правозаконності;
 — правопорядок передбачає високоузгоджену дію механізму правового регулювання;
 — правопорядок нерозривно пов'язаний з правовою державою
 — важливим супутником правопорядку є також соціальний характер держави;
 — правопорядок є станом суспільного життя, який характеризує взаємне розташування, зв'язки, взаємодію окремих елементів соціальних систем, у першу чергу правової.
Правопорядок виступає однією з ознак і умов існування правової держави. Натомість реальний правопорядок може досягти належного рівня лише в правовій державі, де він перестає бути простим законопорядком (останній можливий, зокрема, і в антидемократичній державі), а стає порядком, заснованим на праві. Це взаємозумовлені явища. Тільки у правовій державі з'являються всі передумови до появи правопорядку. Йдеться про панування права в усіх сферах життя, яке передбачає наявність правового законодавства, пріоритет прав людини та реальне функціонування всієї правової системи на правових засадах, а також демократичний характер держави, розвиненість громадянського суспільства, незалежний і ефективний суд, високий рівень правової культури населення, що в сукупності робить можливим верховенство права і правопорядок як стан упорядкованості суспільного життя на основі права.